# ژان پل مائوریک
ژان پل مائوریک (به انگلیسی: Jean-Paul Mauric) (زاده ۱۷ ژوئن ۱۹۳۳-درگذشته ۵ ژانویه ۱۹۷۱) خواننده فرانسوی بود.
او نماینده فرانسه در یوروویژن ۱۹۶۱ بود.